# Майкл Кеймен
Майкл Арнольд Кеймен (англ. Michael Arnold Kamen; 15 квітня 1948, Нью-Йорк — 18 листопада 2003, Лондон) — американський композитор, диригент, продюсер, актор, аранжувальник, сесійний музикант.
Брав участь у створенні більш 70 фільмів, серед яких такі світові хіти як «Горець», Mr. Holland's Opus (Греммі за найкращу інструментальну композицію), «Робін Гуд: Принц злодіїв», «Бразилія», «Люди Ікс», всі чотири фільму «Смертельна зброя» і три з п'яти частин фільму «Міцний горішок».

## Фільмографія
- 1976 — The Next Man
- 1977 — Stunts
- 1977 — Between the Lines
- 1979 — Boardwalk
- 1981 — Polyester
- 1982 — Venom
- 1982 — Пінк Флойд: Стіна / Pink Floyd The Wall
- 1983 — Мертва зона / Dead Zone
- 1983 — Анджело, моя любов / Angelo My Love
- 1985 — Бразилія / Brazil
- 1985 — Життєва сила / Lifeforce (додаткова музика)
- 1986 — Шанхайський сюрприз / Shanghai Surprise
- 1986 — Горець / Highlander
- 1986 — Мона Ліза[en] / Mona Lisa
- 1987 — Смертельна зброя / Lethal Weapon
- 1987 — Підозрюваний / Suspect
- 1987 — Той, хто мене оберігає[en] / Someone to Watch Over Me
- 1988 — За Королеву та Країну[en] / For Queen and Country
- 1988 — Міцний горішок / Die Hard
- 1988 — Джексон на прізвисько Мотор / Action Jackson
- 1988 — Пригоди барона Мюнхгаузена / The Adventures Of Baron Munchausen
- 1988 — Крузо[en] / Crusoe
- 1989 — Ліцензія на вбивство / Licence to Kill
- 1989 — Ренегати / Renegades
- 1989 — Придорожній заклад / Road House
- 1989 — Смертельна зброя 2 / Lethal Weapon 2
- 1990 — Близнюки Крей / The Krays
- 1990 — Міцний горішок 2 / Die Hard 2
- 1991 — Одні неприємності / Nothing But Trouble
- 1991 — Гудзонський яструб / Hudson Hawk
- 1991 — Робін Гуд: Принц злодіїв / Robin Hood: Prince of Thieves
- 1991 — Справа фірми / Company Business
- 1991 — Останній бойскаут / The Last Boy Scout
- 1992 — Світло у темряві / Shining Through
- 1992 — Смертельна зброя 3 / Lethal Weapon 3
- 1992 — Блакитний лід / Blue Ice
- 1993 — Останній кіногерой / Last Action Hero
- 1993 — Три мушкетери / The Three Musketeers
- 1994 — Дон Жуан де Марко / Don Juan DeMarco
- 1995 — Коло друзів[en] / Circle of Friends
- 1995 — Стоунволл / Stonewall
- 1995 — Міцний Горішок 3 / Die Hard: With a Vengeance
- 1996 — Джек / Jack
- 1996 — 101 далматинець / 101 Dalmatians
- 1997 — Вигадане життя Ебботів / Inventing the Abbotts
- 1997 — Крізь обрій / Event Horizon
- 1997 — Зимовий гість / The Winter Guest
- 1998 — Месники[en] / The Avengers
- 1998 — Із Землі на Місяць / From the Earth to the Moon
- 1998 — Смертельна зброя 4 / Lethal Weapon 4
- 1998 — Куди приводять мрії / What Dreams May Come
- 1999 — Залізний велетень / The Iron Giant
- 2000 — Радіохвиля / Frequency
- 2000 — Люди Ікс / X-Men
- 2001 — Брати по зброї / Band of Brothers
- 2003 — Відкритий простір / Open Range
- 2004 — Перша донька[en] / First Daughter